# 直积
在數學中，經常通过定義已知對象的直積（direct product）來給出新對象。常见的直积有：集合的直積，群的直積，環的乘積和其他代數結構的直積。拓撲空間的直積是另一個例子。

## 例子
- 如果我們認 {\displaystyle \mathbb {R} } 為實數的集合，則直積 {\displaystyle \mathbb {R} \times \mathbb {R} } 完全就是笛卡爾積 {\displaystyle \{(x,y)|x,y\in \mathbb {R} \}}。

- 如果我們認 {\displaystyle \mathbb {R} } 為實數集在加法下的群，則直積 {\displaystyle \mathbb {R} \times \mathbb {R} } 仍構成自 {\displaystyle \{(x,y)|x,y\in \mathbb {R} \}}。和上個例子的不同是 {\displaystyle \mathbb {R} \times \mathbb {R} } 現在是群。我們必須定義如何做它們的元素的加法。這個定義為 {\displaystyle (a,b)+(c,d)=(a+c,b+d)\,}。

- 如果我們認 {\displaystyle \mathbb {R} } 為實數集的環，則直積 {\displaystyle \mathbb {R} \times \mathbb {R} } 仍構成自 {\displaystyle \{(x,y)|x,y\in \mathbb {R} \}}。要使它成為環，我們必須定義它們的元素的運算，加法定義為 {\displaystyle (a,b)+(c,d)=(a+c,b+d)\,}，而乘法定義為 {\displaystyle (a,b)(c,d)=(ac,bd)\,}。

- 但是如果我們認 {\displaystyle \mathbb {R} } 為實數集的域，則直積 {\displaystyle \mathbb {R} \times \mathbb {R} } 不存在！以類似上例的方式定義 {\displaystyle \{(x,y)|x,y\in \mathbb {R} \}} 的结果不是一個域，因為元素 {\displaystyle (1,0)} 不存在乘法逆元。

以類似的方式，我們可以談論多於兩個對象的乘積，比如 {\displaystyle \mathbb {R} \times \mathbb {R} \times \mathbb {R} \times \mathbb {R} }。我們甚至可以談論無限多個對象的乘積比如 {\displaystyle \mathbb {R} \times \mathbb {R} \times \mathbb {R} \times \dotsb }。

## 群直積
在群論中可以定義兩個群 (G, *) 和 (H, o) 的直積，指示為 G × H。對於寫為加法的阿貝爾群，它也可以叫做兩個群的直和，指示為 {\displaystyle G\oplus H}。
它定義為如下:
- 新群的元素的集合是 G 和 H 的元素的集合的笛卡爾積，即 {(g, h): g ∈ G, h ∈ H}；
- 逐元素定義在這些元素上的運算:

(g, h) × (g' , h' ) = (g * g' , h o h' )
(注意運算 * 可以同於 o。)
這個構造給出了新群。它有同構於 G (構成自形如 (g, 1) 的元素)的一個正規子群，和同構於 H (構成自元素 (1, h))的一個正規子群。
逆命題也成立，有下列識別定理: 如果群 K 包含兩個正規子群 G 和 H，使得 K= GH 并且 G 和 H 的交集只包含單位元，則 K 同构于 G × H。将其中一个正规子群条件弱化为一般子群则給出半直積。
作為一個例子，選取 G 和 H 是唯一(不別同構之異) 2 階群 C2 的兩個復本: 即 {1, a} 和 {1, b}。則 C2×C2 = {(1,1), (1,b), (a,1), (a,b)}，帶有逐元素運算。例如，(1,b)*(a,1) = (1*a, b*1) = (a,b)，而 (1,b)*(1,b) = (1,b2) = (1,1)。
通過直積，我們得到一些自然群同態: 投影映射 
{\displaystyle \pi _{1}\colon G\times H\to G\quad \mathrm {by} \quad \pi _{1}(g,h)=g}，
{\displaystyle \pi _{2}\colon G\times H\to H\quad \mathrm {by} \quad \pi _{2}(g,h)=h}
叫做坐標函數。
還有，在直積上的所有同態 f 都完全決定自它的分量(component)函數 {\displaystyle f_{i}=\pi _{i}\circ f}。
對于任何群 (G, *)，和任何整數 n ≥ 0，多次應用直積得到所有 n-元組的群  Gn (n=0 時是平凡群)。例如:
- Zn。
- Rn (帶有額外的向量空間結構就叫做歐幾里得空間，見后描述)。

## 模的直積
模的直積(不要混淆於張量積)非常類似於上述群直積的定義，使用笛卡爾積帶有逐分量的加法運算，和只分布在所有分量上的標量乘法運算。開始於 R 我們得到歐幾里得空間 Rn，它是實 n-維向量空間的原型例子。Rm 和 Rn 的直積是 Rm + n。
注意有限索引 {\displaystyle \prod _{i=1}^{n}X_{i}} 的直積同一於直和 {\displaystyle \bigoplus _{i=1}^{n}X_{i}}。直和與直積只對無限索引有區別，這里直和的元素對於除了對于有限多個之外所有的項目是零。它們是對偶的: 直和是上積，而直積是乘積。
例如，考慮 {\displaystyle X=\prod _{i=1}^{\infty }{\mathcal {R}}} 和 {\displaystyle Y=\bigoplus _{i=1}^{\infty }{\mathcal {R}}}，實數的無限直積和直和。在 Y 中只有有著有限多個非零元素的序列。例如，(1,0,0,0,...) 在 Y 中但 (1,1,1,1,...) 不在。這兩種序列都在直積 X 中；事實上，Y 是 X 的真子集(也就是 Y⊂X)。

## 拓撲空間直積
拓撲空間的搜集 Xi 即對於 i 在 I 中的某個索引集合的直積，再次利用了笛卡爾積
{\displaystyle \prod _{i\in I}X_{i}}
定義拓撲是有些技巧的。對于有限多個因子這是明顯和自然的事情: 簡單的選取開集構成的基為來自每個因子的開子集的所有笛卡爾積的搜集:
{\displaystyle {\mathcal {B}}=\{U_{1}\times \cdots \times U_{n}\ |\ U_{i}\ \mathrm {open\ in} \ X_{i}\}}
這個拓撲叫做乘積拓撲。例如，直接通過 R 的開集們(開區間的不交并)定義在 R2 上的乘積拓撲，這個拓撲的基由在平面上的開矩形的所有不交并構成(明顯的它一致於平常的度量拓撲)。
無限乘積的拓撲就有些曲折了，要能夠確使所有投影映射連續，并確使所有到乘積中的函數連續當且僅當所有它的分量函數是連續的(就是滿足乘積范疇定義: 這里的態射是連續函數): 我們同上面一樣的選取的開集構成的基圍來自每個因子的開子集的所有笛卡爾積的搜集，但帶有除了有限多個開子集之外所有都是整個因子的限制條件:
{\displaystyle {\mathcal {B}}=\left\{\prod _{i\in I}U_{i}\ |\ (\exists j_{1},\ldots ,j_{n})(U_{j_{i}}\ \mathrm {open\ in} \ X_{j_{i}})\ \mathrm {and} \ (\forall i\neq j_{1},\ldots ,j_{n})(U_{i}=X_{i})\right\}}
在這種情況下更自然可靠的拓撲將是如上那樣選取無限多個開子集的乘積，而這產生了有些意思的拓撲，即盒拓撲，但是不難找到其乘積函數不是連續的連續分量函數叢(例子請參見盒拓撲的條目)。使這種曲折成為必須的問題最終根源於在拓撲定義中開集的交集對無限多集合不保證是開集的事實。
乘積(帶有乘積拓撲)關於保持它們因子的性質是良好的；例如，豪斯多夫空間的乘積是豪斯多夫空間；連通空間的乘積是連通空間，而緊緻空間的乘積是緊緻空間。最后一個也叫做吉洪诺夫定理，它是選擇公理的另一個等價形式。
更多的形式和等價公式請參見單獨條目乘積拓撲。

## 二元關係的直積
在帶有二元關係 R 和 S 的兩個集合上的笛卡爾積上，定義 (a, b) T (c, d) 為 a R c 并且 b S d。如果 R 和 S 都是自反的、反自反的、傳遞的、對稱的或反對稱的，則 T 有同樣性質。 組合各性質，可得出這還適用於作為預序和作為等價關係情況。但是如果 R 和 S 是完全關係，T 一般不是。

## 度量和範數
在度量空間的笛卡爾積上的度量，和在賦範向量空間的直積上的範數，可以用各種方式定義，例子請參見p-範數。

## 引用
- Lang, S. Algebra. New York: Springer-Verlag, 2002.